# Werin Nawer
Werin Nawer ist ein Gräberfeld mit zahlreichen Kurganen in der Nähe von Jerewan, das zusammen mit der Nekropole von Nerkin Nawer eine der wichtigsten Ausgrabungsstellen der Mittel- und Spätbronzezeit in Armenien bildet.

## Name
Der Name „Werin Nawer“ bedeutet auf Armenisch so viel wie „obere Gräber“, im Gegensatz zu Nerkin Nawer, was mit „untere Gräber“ übersetzt werden kann.

## Lage
Die beiden Gräberfelder liegen ca. 35 Kilometer von Jerewan und 5–6 Kilometer von der Stadt Aschtarak (Provinz Aragazotn) entfernt am Südhang des Aragaz. Werin Nawer liegt 1,5 Kilometer südwestlich von Nerkin Nawer auf einer Höhe von 1000–1100 Meter über dem Meeresspiegel.

## Forschungsgeschichte
Das Areal wurde erstmals ab 1976 von einem Team der Universität Jerewan unter Leitung von Hakob Simonian untersucht. 2011 wurden die Grabungen wieder aufgenommen, erneut von Hakob Simonian geleitet und vom Scientific Research Center of the Historical and Cultural Heritage der Republik Armenien finanziert. Zwischen 2011 und 2012 wurde unter anderem der wichtige Kurgan 1 ausgegraben, der bei einem Durchmesser von fünfzig Metern gleich zwei Grabkammern enthielt. Dieses Phänomen gilt in der Forschung als ungewöhnlich und konnte noch nicht abschließend geklärt werden.

## Funde
Die Nekropole war Schätzungen zufolge ursprünglich etwa 100 ha groß. Trotz Zerstörungen durch die Landwirtschaft haben sich über 500 Grabhügel unterschiedlicher Größe erhalten. Auch wenn alle Gräber bereits in antiker Zeit geplündert wurden, fanden sich in den untersuchten Hügeln Überreste enorm reicher Bestattungen. Zu den Grabbeigaben zählten Waffen, ganze Streitwagen, Werkzeuge, Ritualgefäße, Schmuck aus Edelmetallen wie Gold, Silber und Elektrum. Selbst Objekte aus dem damals enorm raren Eisen (u. a. ein Krummschwert, dass an zeitgleiche assyrische und ägyptische Exemplare aus Bronze erinnert) wurden gefunden, des Weiteren Perlen aus farbigem Glas und Halbedelsteinen. Auch eine große Menge importierter Gegenstände kam zum Vorschein, darunter Muscheln aus dem Persischen Golf, Siegel und Edelsteine wie Granat, Türkis, Lapislazuli u. a. Besondere Funde waren mehrere vergoldete Medaillons aus Bitumen, die elamitischen Vorbildern gleichen und wahrscheinlich vergöttlichte Könige oder Stammesführer zeigen. Gemeinsam mit dem Grabherrn, dessen Asche auf einem Podest in der Grabkammer verstreut wurde, wurden zahlreiche eventuell geopferte Menschen und über dreißig heilige Tierarten bestattet. Die Tiere repräsentierten laut Meinung einiger Forscher die Dreiteilung aus Himmel, Erde und Unterwelt in der indogermanischen Mythologie. Die Wände der Grabkammer selbst waren mit Teppichen verkleidet und der Boden mit Tierfellen (darunter Löwen, Bären und Leoparden) ausgelegt. Die Gesamtheit der Funde unterstreicht die zentrale Rolle des Herrschers zu dieser Zeit sowohl im weltlichen als auch im kultischen Bereich.